# Janice Nadeau
Janice Nadeau est une illustratrice, une directrice artistique et une réalisatrice de cinéma d’animation québécoise, établie à Montréal.

## Biographie
Janice Nadeau a étudié en design graphique à l’Université du Québec à Montréal et en illustration à l’École supérieure des arts décoratifs de Strasbourg. En 2005, elle a signé les illustrations qui constituent l’image de marque de la tournée internationale du spectacle Corteo du Cirque du Soleil. Sa carrière d’illustratrice d’albums pour la jeunesse a commencé avec Nul poisson où aller (Les 400 coups, 2003), écrit par Marie-Francine Hébert, qui lui a valu de nombreuses distinctions, dont le prestigieux Prix du Gouverneur général du Canada. Elle a remporté ce prix à deux autres reprises, pour les livres Ma meilleure amie (Québec Amérique, 2007) et Harvey (la Pastèque, 2009),,,,. En 2014, elle a coréalisé avec Nicola Lemay l’adaptation en court métrage animé de Nul poisson où aller à l’Office national du film du Canada (ONF). Le film a remporté le Prix FIPRESCI (Prix de la Fédération internationale de la presse cinématographique) lors de sa première mondiale au Festival international du film d'animation d'Annecy en juin 2014.
En 2016, Janice Nadeau termine son deuxième court métrage d’animation, Mamie, dont elle signe à la fois le texte et la réalisation pour la société de production française Folimage en coproduction avec l’Office national du film du Canada (ONF). Elle enseigne également l’illustration à l’École de design de l'UQAM.

## Distinctions[13]
- 2014 : Prix FIPRESCI (Prix de la fédération des critiques de films internationaux) au Festival d’Annecy pour Nul poisson où aller.
- 2013 : Résidence internationale en cinéma d’animation à l’Abbaye de Fontevraud (France).
- 2013 : Prix Folimage au Marché international du film d’animation d’Annecy (MIFA) pour le projet Mamie.
- 2012 : Court écrire ton court ! – Prix SODEC/SARTEC pour le projet Mamie.
- 2005, 2007, 2011 : The White Ravens, Germany.
- 2004, 2007, 2010 : Applied Arts Awards Annual.
- 2004, 2008, 2009 : Prix du Gouverneur général du Canada.
- 2004, 2008, 2009 : LUX (Grafika), Grand Prix Illustration.
- 2005 : Prix illustration jeunesse[14], catégorie Relève, pour ses illustrations de  Le nuage de Nadine Soucy
- 2004 : Prix Marcel Couture, Salon du livre de Montréal.
- 2004 : Prix illustration jeunesse[14], catégorie Relève, pour ses illustrations de  Nul poisson où aller